# Raoul Nordling
Raoul Nordling (Paris 1882 — id. 1962) foi um diplomata sueco.
Ocupou o cargo de cônsul geral da Suécia de 1926 a 1959. Neste posto salvou numerosos franceses da deportação e fez libertar milhares de prisioneiros. Em agosto de 1944, suas intervenções junto ao general von Choltitz preservaram Paris da destruição.